# Robert Sanz Jussà
Robert Sanz Jussà   (Ontinyent, 11 de maig de 1908 - valor desconegut) va ser un boxejador valencià que va competir durant les dècades de 1920 i 1930.
El 1928 va prendre part en els Jocs Olímpics d'Amsterdam, on quedà eliminat en vuitens de final de la categoria del pes lleuger pel futur campió olímpic Carlo Orlandi.
El 1931 i 1932 guanyà el títol de campió d'Espanya de boxa amateur del pes lleuger. Abandonà la pràctica de la boxa el 1937.